# Just a Kiss (film, 2004)
Pour les articles homonymes, voir Just a Kiss.
Pour plus de détails, voir Fiche technique et Distribution.
Just a Kiss (Ae Fond Kiss) est un film britannique réalisé par Ken Loach et sorti en 2004.

## Synopsis
La famille Khan est originaire du Pakistan mais vit au Royaume-Uni depuis quarante ans. Tariq et Sadia ont trois enfants : la fille aînée, Rukhsana, vit strictement selon la foi musulmane et est également prête à contracter le mariage avec Amar prévu par ses parents; elle a étudié et pourrait bientôt épouser Amar, titulaire d'un doctorat. Le fils unique, Casim, est également comptable diplômé, mais gagne sa vie comme DJ et espère ouvrir sa propre discothèque avec son ami Hammid. Ses parents ont prévu qu'il épouse sa cousine Jasmine, ce qui aura lieu dans quelques semaines. Selon ses souhaits, Casim continuera à vivre avec la famille par la suite ; son père envisage de bâtir une extension à sa maison avec des chambres pour la future famille. La plus jeune fille, Tahara, quant à elle, est toujours à l'école mais rêve d'étudier le journalisme. Alors que Rukhsana  Casim et Tahara tentent de se séparer lentement de leurs parents.
Lorsqu'un jour Tahara est harcelée par ses camarades de classe, elle les poursuit avec colère tout au long de l'école. Casim se précipite après elle et tout le monde se retrouve dans la salle de musique de Roisin Hanlon, qui donne des cours de chant. Une guitare se brise dans le chaos. Le lendemain, Casim apporte à Roisin une nouvelle guitare et ramène Roisin chez elle, où elle doit se cacher dans la voiture des personnes qui pourraient connaître Casim. Puis il lui organise le transport de son piano avec des amis et l'invite enfin à sortir avec lui. A la discothèque, Casim aperçoit sa petite sœur, en est contrarié et la renvoie à la maison. Casim et Roisin se retrouvent dans leur appartement et passent la nuit ensemble.
Roisin, qui travaillait auparavant à temps partiel comme professeur de musique à l'école catholique, se voit proposer un poste à temps plein. Elle pourrait commencer après les vacances d'été et n'aurait qu'à présenter une attestation du curé de sa paroisse. Roisin, de bonne humeur, et propose à l'improviste un séjour de plusieurs jours en Espagne à Casim. Il prétend à sa famille qu'il doit aller travailler à Londres. Les journées en Espagne sont harmonieuses et pleines d'amour, mais Casim avoue à Roisin que selon la volonté de ses parents, il doit épouser sa cousine. Roisin est blessée car elle croit qu'il n'a vu en elle qu'une aventure. Casim met en avant ses sentiments pour Roisin et décide d'annuler le mariage prévu, même si cela met en danger la paix de la famille. De retour à Glasgow, Rukhsana lui annonce qu'elle est fiancée à Amar. Casim se confie à son ami Hammid, qui lui déconseille d'entamer une relation avec Roisin car cela détruirait sa famille. Casim rompt avec Roisin.
Peu de temps après, Casim découvre comment son père interdit à Tahara d'étudier le journalisme à Édimbourg parce qu'elle est censée étudier à Glasgow comme ses frères et sœurs. Casim prend à mi-mots le parti de ses parents et est traité d'hypocrite par Tahara. Lorsque cette dernière part, Casim prend son parti et dit à sa mère qu'il ne se mariera pas. Le même jour, il quitte l'appartement de ses parents et s'installe chez Hammid. Il rencontre plus tard Roisin par hasard dans un café, mais elle l'évite. Elle découvre plus tard par Tahara que Casim ne se mariera pas et a déménagé. Elle reprend sa relation avec lui et vivent désormais ensemble.
Peu avant la rentrée scolaire, Roisin souhaite obtenir une attestation du curé de la paroisse. Le prêtre refuse car il a appris que Roisin vit avec un musulman et a des relations sexuelles avec lui hors mariage. Puisque Roisin n'est pas divorcée, elle est toujours considérée comme une épouse par l'Église catholique. Roisin est en colère contre l'étroitesse d'esprit du prêtre, mais obtient le poste à temps plein sans explication, car le directeur considère son histoire d'amour comme une affaire privée. Pendant ce temps, la famille Khan et la communauté ont appris la relation de Casim avec Roisin. L'honneur familial est détruit, ce qui conduit, entre autres, à la rupture des fiançailles par la famille d'Amar. Cette dernière rend visite à Roisin et lui demande de quitter Casim, ce qu'elle refuse. Roisin est informée qu'elle est transférée dans une école non confessionnelle avec effet immédiat par les autorités scolaires. 
Lorsque Casim ne peut pas rester avec elle en raison d'engagements professionnels, elle l'enferme hors de leur appartement. Le lendemain, Casim tente en vain de la joindre par téléphone. Sa mère tentant de le joindre, et ayant brièvement eu Tahara en ligne, il se rend en voiture jusqu'à la maison de ses parents. Pendant ce temps, Rukhsana demande à Roisin de monter dans sa voiture parce qu'elle veut lui montrer quelque chose. Elle les conduit à la maison familiale. Là, Roisin voit Casim présenté à une jeune femme. Il s'agit de Jasmine, qui est arrivée à Glasgow. Rukhsana rapporte à Roisin que les fiançailles n'ont jamais été rompues et Roisin s'enfuit,  désespérée. Casim est indigné que ses parents n'aient jamais informé la famille de Jasmine de sa décision et veulent maintenant les forcer à se marier. Tahara parvient à avertir Casim de la présence de Roisin et il se précipite après elle. Tahara a désormais aussi le courage d’insister auprès de son père pour étudier à Édimbourg. 
Casim cherche Roisin toute la journée et la trouve enfin chez elle. Elle craint qu'il ne fasse ses valises, mais il lui fait comprendre qu'il restera - jusqu'à un âge avancé.

## Commentaire
Les membres de la famille de Casim et son meilleur ami sont divisés entre l'habitude des traditions familiales et le mode de vie occidental. Si les parents de Casim ont arrangé son mariage, c'est pour lui garantir son bonheur pour toute sa vie, là où le jeune homme entrevoit une perte de sa liberté, y compris la liberté de se tromper sur l'amour de Roisin. La sœur ainée veut montrer à Casim  l'importance de ce mariage pour la famille. Le meilleur ami de Casim, lui, a une liaison depuis 6 ans avec une Britannique, qu'il a cachée à sa famille.
De son côté, Roisin est confrontée à la rigueur de l'église catholique. Le prêtre chargé d'établir son certificat de bonne moralité lui rappelle que la loi religieuse doit être respectée, et non pas tournée en dérision, elle ne doit pas vivre avec un homme sans être mariée.

## Fiche technique
- Titre : Just a Kiss
- Titre original : Ae Fond Kiss
- Réalisation : Ken Loach
- Scénario : Paul Laverty
- Production : Rebecca O'Brien, Ulrich Felsberg et Nigel Thomas
- Musique : George Fenton
- Photographie : Barry Ackroyd
- Montage : Jonathan Morris
- Décors : Martin Johnson
- Pays d'origine : Royaume-Uni, Belgique, Allemagne, Italie, Espagne
- Format : Couleurs - 1,85:1 - Dolby Surround - 35 mm
- Genre : Drame
- Durée : 104 minutes
- Date de sortie : 13 février 2004 (festival de Berlin), 14 juillet 2004 (France), 25 août 2004 (Belgique), 17 septembre 2004 (Royaume-Uni)

## Distribution
- Atta Yaqub : Casim Khan
- Eva Birthistle (VF : Anneliese Fromont) : Roisin Hanlon
- Ahmad Riaz : Tariq Khan, le père de Casim
- Ghizala Avan : Rukhsana Khan, la sœur aînée de Casim
- Shamshad Akhtar : Sadia Khan
- Shabana Akhtar Bakhsh : Tahara Khan, la sœur cadette
- Ghizala Avan : Rukhsana Khan
- Shy Ramsan : Hamid
- Gerard Kelly : le prêtre
- John Yule : le directeur
- Gary Lewis : Danny
- David MacKay (en) : Wee Roddie
- Raymond Mearns : Big Roddie
- Emma Friel : Annie
- Karen Fraser : Elsie
- Ruth McGhie : Mary Nolan

## Autour du film
- Le titre original, Ae Fond Kiss, est le titre d'un poème de Robert Burns (XVIIIe siècle).
- Le tournage s'est déroulé à Glasgow et Nerja.

## Récompenses
- Prix du Jury Œcuménique et Prix de la Guilde des cinémas d'art et essai allemands lors du Festival de Berlin 2004.
- Nomination au prix du meilleur scénario lors des Prix du cinéma européen 2004.
- Prix du public lors du Festival international du film de Valladolid 2004.
- César du meilleur film de l'Union Européenne en 2005.